# The Real Dr. Kay
The Real Dr. Kay è un cortometraggio muto del 1916 diretto da Will Louis.

## Produzione
Il film fu prodotto dalla Edison Company.

## Distribuzione
Distribuito dalla General Film Company, il film - un cortometraggio in una bobina - uscì nelle sale cinematografiche degli Stati Uniti l'8 maggio 1916.